# Военна политика
Военната политика (често заедно с политика за сигурност) е дял от общата държавна политика по националната и международната сигурност, както и въоръжените сили и силите за сигурност.
Разкрива заплахи от враждебност и агресия въз основа на разузнавателен анализ и определя военните мерки по националната сигурност, вкл. военни съюзи, бойна готовност, военна организация на националните въоръжени сили и използването на военна техника и технологии.